# Chalcides delislei
Espèce
Synonymes
- Allodactylus delislii Lataste, 1876
- Sphenops delislei (Lataste, 1876)

Statut de conservation UICN

 LC  : Préoccupation mineure
Chalcides delislei est une espèce de sauriens de la famille des Scincidae.

## Répartition
Cette espèce se rencontre en Mauritanie, au Maroc, au Sahara occidental, en Algérie, au Niger, en Libye, au Tchad et au Mali.

## Étymologie
Cette espèce est nommée en l'honneur de Fernand Delisle.

## Publication originale
- Lataste, 1876 : Description d'un genre nouveau et d'une espèce nouvelle de Scincoidien Saurophthalme originaire du japon. Journal de zoologie, vol. 5, p. 237-243 (texte intégral).